# Valentino Rossi

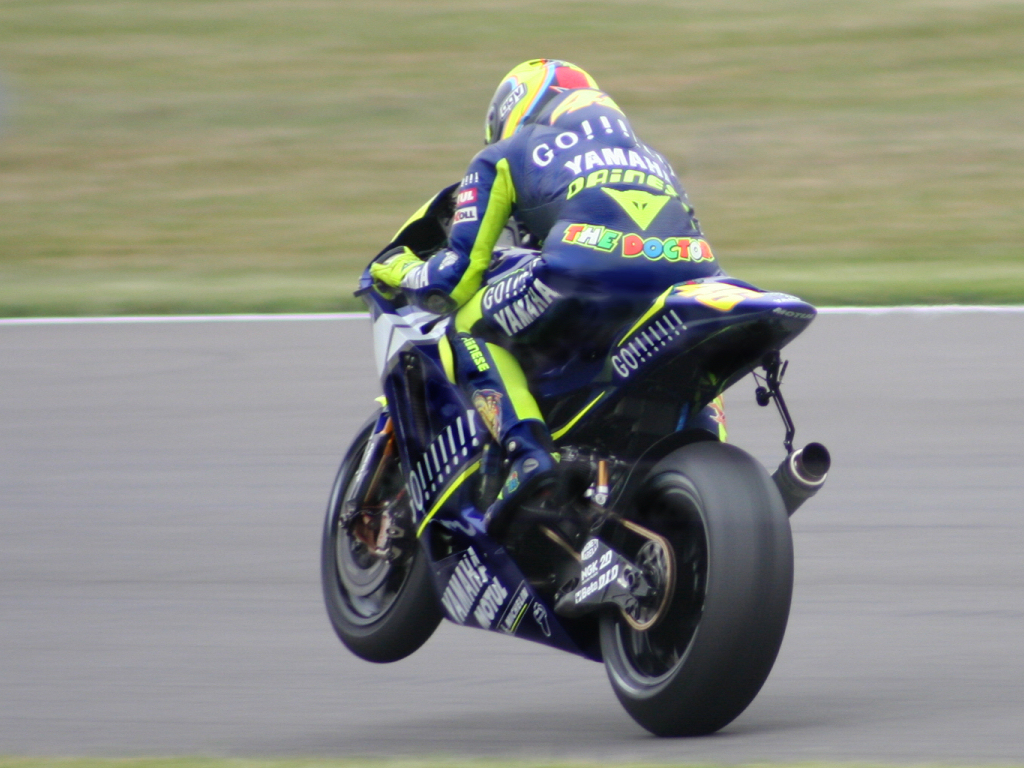
Rossi på Donington Park 2005.

Valentino Rossi, född 16 februari 1979 i Urbino i Italien, är en av tidernas främsta roadracingförare. Han är mångfaldig världsmästare i motorcykelklasserna 125GP, 250GP, 500GP och MotoGP. Sin hundrade Grand Prix-seger totalt tog Rossi på Assen 27 juni 2009. Rossi körde sedan 2013 för Yamahas fabriksstall i MotoGP.
Rossi avslutade sin karriär i november 2021.

## Karriär
Rossi började sin karriär inom racing 1989 med att köra gokart och blev fyra i de italienska juniormästerskapen 1991. Därefter följde han i sin fars, GP-föraren Graziano Rossi, fotspår och ägnade sig åt roadracing. Han blev regional mästare i Minimoto 1992, italiensk mästare i 125-klassen för standardmotorcyklar 1994 och italiensk mästare i 125-klassen året därpå.

### De tidiga Grand Prix-åren
Den sjuttonårige Rossi ansågs 1996 redo för att köra en hel säsong i VM. Han gjorde sin debut i 125cc-klassen i årets första deltävling, Malaysias Grand Prix, där han kvalade in som 13:e och slutade sexa i racet. Rossi fortsatte att prestera bra och kom på prispallen första gången med tredjeplatsen i Österrikes GP. Racet därefter, Tjeckiens Grand Prix, tog han sin första seger och pole position.
Redan som 18-åring, säsongen 1997, vann han sin första VM-titel i 125cc-klassen på en Aprilia. Efter sin titel i 125cc-klassen så flyttade han upp till 250cc med Aprilia där han blev VM-tvåa 1998 och vann världsmästerskapet säsongen 1999. Därefter flyttade han upp till den då största klassen, 500cc, där han endast var ett par poäng ifrån titeln det första året. 2001 tog han sin första titel i 500cc-klassen, nu på en Honda. Året därpå ersattes 500-klassen av MotoGP-klassen. Honda introducerade sin fyrtaktare och med hjälp av Rossi utvecklades den väldigt snabbt till en vinnande maskin som Rossi återigen tog en VM-titel med Roadracing-VM 2002 samt Roadracing-VM 2003. Inför år Roadracing-VM 2004 bytte Rossi oväntat till Yamaha, som tidigare inte kunnat hålla jämna steg med Honda, och överraskade  när han vann det första racet för säsongen och slutligen VM-titeln. Säsongen 2005 följde ytterligare en MotoGP-titel, den femte i rad och hans sjunde motorcykeltitel.

### VM 2006
Säsongen 2006 inleddes med en del problem för Rossi, men han hittade formen och tog in hela försprånget som Nicky Hayden hade och ledde med 8 poäng inför den sista deltävlingen i Valencia. Där gjorde han ett för honom ovanligt misstag och föll tidigt i loppet. Han återstartade och blev 13:e man, men då Hayden slutade 3:a blev denne världsmästare med 5 poängs marginal.

### VM 2007
Säsongen 2007 inleddes på ett bättre sätt än året innan. Rossi slutade dock trea i VM-tabellen efter ledare Casey Stoner och Dani Pedrosa. Ett par felaktiga däcksval och det faktum att Rossis Yamaha M1 har ett effektunderskott mot Stoners Ducati Desmosedici GP7 som är utslagsgivande på högfartsbanor gav Stoner enormt övertag över säsongen och Rossi blev bara trea i VM efter många tekniska problem. Andraplatsen i VM förlorades med minsta möjliga marginal efter en seger för Pedrosa samtidigt som Rossi tvingades bryta med elektronikproblem.

### VM 2008
Inför Roadracing-VM 2008 hade Rossi bytt däcksfabrikat till Bridgestone. Han inledde säsongen något tveksamt men i Kina kom han tillbaka i god stil och vann sitt första Grand Prix för säsongen. Han följde upp med två segrar och två andraplatser innan en vurpa på första varvet i Assen gav en elfteplats och tappad VM-ledning till Dani Pedrosa. Denne kraschade dock i ledning på Sachsenring och Rossi återtog VM-ledningen med världsmästaren Casey Stoner några få poäng efter. Allt tydde på en hård kamp resten av säsongen mellan Stoner och Rossi. Stoner gjorde dock en rad misstag i de följande tre racen som Rossi vann och efter San Marinos Grand Prix var Rossis ledning 75 poäng. Segern på Misano innebar också att Rossi segrat på samtliga Grand Prix-banor han tävlat på, något som fortsatte att gälla eftersom Rossi vann det allra första Indianapolis MotoGP. Redan i nästa Grand Prix, det i Japan, säkrade Rossi sin åttonde VM-titel genom att vinna före huvudkonkurrenterna Stoner och Pedrosa.

### VM 2009
MotoGP säsongen 2009 började ganska stabilt för Rossis del, med två andraplatser i Qatar och Motegi förrän han knep segern i Jerez före en av hemmafavoriterna Dani Pedrosa. Det hela utvecklades dock till en hård kamp mellan Rossi och hans stallkamrat Jorge Lorenzo som denna säsong var betydligt mera jämn i sina resultat jämfört med förra året.I Katalonien blev det en stenhård kamp om segern mellan Rossi och Lorenzo som bytte platser många gånger under tävlingen, men till slut fick Lorenzo (som var i ledningen på det sista varvet) se sig slagen i den sista kurvan då Rossi gjorde en djärv omkörning och tog segern bara hundradelar före Lorenzo. Säsongen fortsatte på liknande sätt och Rossi tog sin 100:e seger i Assen, då också före Lorenzo på andra plats. Rossi är hittills den enda i MotoGP:s historia, förutom Giacomo Agostini, som tagit 100 eller fler segrar i alla klasser. I ett regndränkt Malaysias GP säkrade Rossi sin nionde VM-titel med en tredje plats, Jorge Lorenzo slutade tvåa och Dani Pedrosa trea i VM-tabellen. VM 2009 markerade också gången Rossi tagit VM-titeln med minst antal segrar (6 st.).

### VM 2010
Inför säsongen 2010 skedde inga större förändringar. Rossi var kvar i Yamahateamet tillsammans med Jorge Lorenzo. Rossi inledde bra med seger i premiären i Quatar, en tredjeplats i Spanien och en andraplats i Frankrike. På träningen inför Italiens Grand Prix vurpade han och bröt höger skenben. Segern på Sepangbanan den 10 oktober var seger 46 för Rossi på Yamaha.

### VM 2011
Till säsongen 2011 lämnade Rossi Yamaha och bytte till italienska Ducati. Han var inte tillräckligt konkurrenskraftig för att hänga med Stoner och Lorenzo. Det blev Rossis första VM-säsong utan seger.

### VM 2012
Rossi fortsatte hos Ducati och hade en säsong som påminde om 2011. Han hamnade på sjätte plats i VM - bäste Ducatiförare. Höjdpunkerna var andraplatserna i Frankrike och San Marino. Rossi meddelade under senare delen av säsongen att han skulle komma att köra för Yamahas fabriksstall nästa år, ihop med Jorge Lorenzo.

### VM 2013
Tillbaka hos Yamaha började Rossi säsongen bra med andraplatsen i Qatar. 46 tävlingar efter sin senaste seger vann Rossi igen, på Assen. Normalt hängde dock Rossi inte med sin team-kamrat Lorenzo och Hondas fabriksförare Pedrosa och Marquez. Rossi slutade fyra i VM och avslutade samarbetet med Jeremy Burgess som varit Rossis chefsmekaniker sedan 1999. Han ersattes till 2014 av Silvano Galbusera.

### VM 2014
Rossi inledde säsongen på samma sätt som 2013, med en andraplats i Qatar. Han fortsatte sedan att ta flera pallplatser och slogs med Dani Pedrosa och Jorge Lorenzo om andraplatsen i VM bakom överlägsne Marc Márquez. Rossi tecknade ett nytt avtal med Yamaha för säsongerna 2015 och 2016. Vid Storbritanniens Grand Prix på Silverstone gjorde Rossi sin 246:e start i stora klassen (500GP och MotoGP) och passerade därmed Alex Barros som tidigare var den med flest starer i klassen. Rossi vann två Grand Prix, San Marino och Australien, och blev tvåa i VM. Han tog också sin första pole position sedan 2010.

### VM 2015
Rossi vann premiärtävlingen i Qatar, kom trea i Amerikas GP och vann åter i Argentina. Han ledde då VM med 6 poäng före Andrea Dovizioso, men 23 och 24 poäng före huvudkonkurrenterna Jorge Lorenzo och Marc Márquez. Lorenzo tog in på Rossi genom fyra raka segrar men Rossi höll sig på prispallen i varje race. Den sviten räckte 12 raka deltävlingar med segern på Assen som höjdpunkt. Efter halva säsongen stod det klart att kampen om VM-titeln stod mellan stallkamraterna Rossi och Lorenzo. Lorenzo tog ledningen efter sin seger i Tjeckien. De hade då samma poäng men Lorenzo hade fler segrar. Rossi återtog ledningen direkt med segern på ett regnigt Silverstone och höll den med några få poängs marginal till säsongens sista Grand Prix i Valencia. Rossi hade dömts för att ha orsakat Márquez krasch i näst sista deltävlingen i Sepang och fick som straff starta sist i det avgörande racet i Valencia. Rossi ledde med sju poäng före Lorenzo som stod i pole position. Rossi körde upp sig till en fjärdeplats, men det räckte inte eftersom Lorenzo vann knappt före Hondaförarna Marquéz och Pedrosa. Fem poäng var marginalen till Lorenzo och den tionde VM-titeln.

## Personen Valentino Rossi
Rossi var skriven i många år i London, men har flyttat tillbaka till sin hemby Tavullia och dess närstående kuststad Pesaro i Italien.

### Nummer 46
Han är känd för att alltid ha nummer 46, detta nummer har han för att hedra sin fader, som hade detta nummer när han tävlade i motorcykelracing. Traditionen säger dock att världsmästaren ska ha nummer 1 varför han oftast har haft en liten etta på axeln. Rossis förartalang och lättsamma sätt har gjort honom till en stor publikfavorit.

### Smeknamn
Rossi kallas ofta för Doktorn och det står "The Doctor" skrivet bak på hans skinnställ, något man i Italien säger om någon är riktigt bra på något. Det har hänt att Rossi på väg hem till depån efter en seger har utrustat sig med vit rock och spexat. 2005 utmärktes Rossi till hedersdoktor ”láurea de honorem” vid universitet i sin hemstad Urbino så nu kan han med rätta titulera sig The Doctor. 
Han kallas också Rossifumi, som en hyllning till hans idol Norifumi Abe samt Valentinik och Vale.

### F1-rykten
Rossi har också gjort en hel del tester med formel 1-stallet Ferrari och rykten om att Rossi skulle köra för det stallet 2007 florerade, men Rossi fortsatte i MotoGP för att försöka återta VM-titeln. Förutom F1 har han även gjort ett par inhopp i rally.

## VM-säsonger
| Säsong | Klass  | VM- plac. | Poäng | 1/2/3- plac. | Starter | Motorcykel | Team                         | Startnr |
| ------ | ------ | --------- | ----- | ------------ | ------- | ---------- | ---------------------------- | ------- |
| 1996   | 125GP  | 9         | 111   | 1 / - / 1    | 15      | Aprilia    | Scuderia AGV                 | 46      |
| 1997   | 125GP  | 1         | 321   | 11 / 1 / 1   | 15      | Aprilia    | Nastro Azzurro Aprilia       | 46      |
| 1998   | 250GP  | 2         | 201   | 5 / 3 / 1    | 14      | Aprilia    | Nastro Azzurro Aprilia       | 46      |
| 1999   | 250GP  | 1         | 309   | 9 / 2 / 1    | 16      | Aprilia    | Aprilia Grand Prix Racing    | 46      |
| 2000   | 500GP  | 2         | 209   | 2 / 3 / 5    | 16      | Honda      | Nastro Azzurro Honda         | 46      |
| 2001   | 500GP  | 1         | 325   | 11 / 1 / 1   | 16      | Honda      | Nastro Azzurro Honda         | 46      |
| 2002   | MotoGP | 1         | 355   | 11 / 4 / -   | 16      | Honda      | Repsol Honda Team            | 46      |
| 2003   | MotoGP | 1         | 357   | 9 / 5 / 2    | 16      | Honda      | Repsol Honda                 | 46      |
| 2004   | MotoGP | 1         | 304   | 9 / 2 / -    | 16      | Yamaha     | Gauloises Yamaha Team        | 46      |
| 2005   | MotoGP | 1         | 367   | 11 / 3 / 2   | 17      | Yamaha     | Gauloises Yamaha Team        | 46      |
| 2006   | MotoGP | 2         | 247   | 5 / 4 / 1    | 17      | Yamaha     | Fiat Yamaha Team             | 46      |
| 2007   | MotoGP | 3         | 241   | 4 / 3 / 1    | 18      | Yamaha     | Fiat Yamaha Team             | 46      |
| 2008   | MotoGP | 1         | 373   | 9 / 5 / 2    | 18      | Yamaha     | Fiat Yamaha Team             | 46      |
| 2009   | MotoGP | 1         | 306   | 6 / 5 / 2    | 17      | Yamaha     | Fiat Yamaha Team             | 46      |
| 2010   | MotoGP | 3         | 233   | 2 / 2 / 6    | 14      | Yamaha     | Fiat Yamaha Team             | 46      |
| 2011   | MotoGP | 7         | 139   | - / - / 1    | 17      | Ducati     | Ducati Team                  | 46      |
| 2012   | MotoGP | 6         | 163   | - / 2 / -    | 18      | Ducati     | Ducati Team                  | 46      |
| 2013   | MotoGP | 4         | 237   | 1 / 1 / 4    | 18      | Yamaha     | Yamaha Factory Racing        | 46      |
| 2014   | MotoGP | 2         | 295   | 2 / 6 / 5    | 18      | Yamaha     | Movistar Yamaha MotoGP       | 46      |
| 2015   | MotoGP | 2         | 325   | 4 / 3 / 8    | 18      | Yamaha     | Movistar Yamaha MotoGP       | 46      |
| 2016   | MotoGP | 2         | 249   | 2 / 6 / 2    | 18      | Yamaha     | Movistar Yamaha MotoGP       | 46      |
| 2017   | MotoGP | 5         | 208   | 1 / 3 / 2    | 17      | Yamaha     | Movistar Yamaha MotoGP       | 46      |
| 2018   | MotoGP | 3         | 198   | - / 1 / 4    | 18      | Yamaha     | Movistar Yamaha MotoGP       | 46      |
| 2019   | MotoGP | 7         | 174   | - / 2 / -    | 19      | Yamaha     | Monster Energy Yamaha MotoGP | 46      |
| 2020   | MotoGP | 15        | 66    | - / - / 1    | 12      | Yamaha     | Monster Energy Yamaha MotoGP | 46      |

## Statistik 500GP/MotoGP
Uppdaterad till 2020-07-27.
| Nr | Bana                | År   |
| -- | ------------------- | ---- |
| 1  | Donington Park      | 2000 |
| 2  | Rio de Janeiro      | 2000 |
| 3  | Suzuka              | 2001 |
| 4  | Kyalami             | 2001 |
| 5  | Jerez               | 2001 |
| 6  | Barcelona           | 2001 |
| 7  | Donington Park      | 2001 |
| 8  | Brno                | 2001 |
| 9  | Estoril             | 2001 |
| 10 | Motegi              | 2001 |
| 11 | Phillip Island      | 2001 |
| 12 | Sepang              | 2001 |
| 13 | Rio de Janeiro      | 2001 |
| 14 | Suzuka              | 2002 |
| 15 | Jerez               | 2002 |
| 16 | Le Mans             | 2002 |
| 17 | Mugello             | 2002 |
| 18 | Barcelona           | 2002 |
| 19 | Assen               | 2002 |
| 20 | Donington Park      | 2002 |
| 21 | Sachsenring         | 2002 |
| 22 | Estoril             | 2002 |
| 23 | Rio de Janeiro      | 2002 |
| 24 | Phillip Island      | 2002 |
| 25 | Suzuka              | 2003 |
| 26 | Jerez               | 2003 |
| 27 | Mugello             | 2003 |
| 28 | Brno                | 2003 |
| 29 | Estoril             | 2003 |
| 30 | Rio de Janeiro      | 2003 |
| 31 | Sepang              | 2003 |
| 32 | Phillip Island      | 2003 |
| 33 | Valencia            | 2003 |
| 34 | Phakisa             | 2004 |
| 35 | Mugello             | 2004 |
| 36 | Barcelona           | 2004 |
| 37 | Assen               | 2004 |
| 38 | Donington Park      | 2004 |
| 39 | Estoril             | 2004 |
| 40 | Sepang              | 2004 |
| 41 | Phillip Island      | 2004 |
| 42 | Valencia            | 2004 |
| 43 | Jerez               | 2005 |
| 44 | Shanghai            | 2005 |
| 45 | Le Mans             | 2005 |
| 46 | Mugello             | 2005 |
| 47 | Barcelona           | 2005 |
| 48 | Assen               | 2005 |
| 49 | Donington Park      | 2005 |
| 50 | Sachsenring         | 2005 |
| 51 | Brno                | 2005 |
| 52 | Losail              | 2005 |
| 53 | Phillip Island      | 2005 |
| 54 | Losail              | 2006 |
| 55 | Mugello             | 2006 |
| 56 | Barcelona           | 2006 |
| 57 | Sachsenring         | 2006 |
| 58 | Sepang              | 2006 |
| 59 | Jerez               | 2007 |
| 60 | Mugello             | 2007 |
| 61 | Assen TT Circuit    | 2007 |
| 62 | Estoril             | 2007 |
| 63 | Shanghai            | 2008 |
| 64 | Le Mans             | 2008 |
| 65 | Mugello             | 2008 |
| 66 | Laguna Seca         | 2008 |
| 67 | Brno                | 2008 |
| 68 | San Marino          | 2008 |
| 69 | Indianapolis        | 2008 |
| 70 | Motegi              | 2008 |
| 71 | Sepang              | 2008 |
| 72 | Jerez               | 2009 |
| 73 | Barcelona           | 2009 |
| 74 | TT Assen            | 2009 |
| 75 | Sachsenring         | 2009 |
| 76 | Brno                | 2009 |
| 77 | Misano              | 2009 |
| 78 | Losail              | 2010 |
| 79 | Sepang              | 2010 |
| 80 | Assen TT Circuit    | 2013 |
| 81 | Misano              | 2014 |
| 82 | Phillip Island      | 2014 |
| 83 | Losail              | 2015 |
| 84 | Termas de Río Hondo | 2015 |
| 85 | Assen TT Circuit    | 2015 |
| 86 | Silverstone         | 2015 |
| 87 | Jerez               | 2016 |
| 88 | Barcelona           | 2016 |
| 89 | Assen TT Circuit    | 2017 |

| Nr | Grand Prix     | År   |
| -- | -------------- | ---- |
| 1  | Tyskland       | 2000 |
| 2  | Tjeckien       | 2000 |
| 3  | Pacific        | 2000 |
| 4  | Holland        | 2001 |
| 5  | Sydafrika      | 2002 |
| 6  | Pacific        | 2002 |
| 7  | Malaysia       | 2002 |
| 8  | Valencia       | 2002 |
| 9  | Sydafrika      | 2003 |
| 10 | Frankrike      | 2003 |
| 11 | Katalonien     | 2003 |
| 12 | Tyskland       | 2003 |
| 13 | Pacific        | 2003 |
| 14 | Tjeckien       | 2004 |
| 15 | Japan          | 2004 |
| 16 | Portugal       | 2005 |
| 17 | Malaysia       | 2005 |
| 18 | Turkiet        | 2005 |
| 19 | Storbritannien | 2006 |
| 20 | Tjeckien       | 2006 |
| 21 | Japan          | 2006 |
| 22 | Portugal       | 2006 |
| 23 | Qatar          | 2007 |
| 24 | Kina           | 2007 |
| 25 | Katalonien     | 2007 |
| 26 | Spanien        | 2008 |
| 27 | Katalonien     | 2008 |
| 28 | Storbritannien | 2008 |
| 29 | Tyskland       | 2008 |
| 30 | Australien     | 2008 |
| 31 | Qatar          | 2009 |
| 32 | Japan          | 2009 |
| 33 | USA            | 2009 |
| 34 | Australien     | 2009 |
| 35 | Valencia       | 2009 |
| 36 | Frankrike      | 2010 |
| 37 | Portugal       | 2010 |
| 38 | Frankrike      | 2012 |
| 39 | San Marino     | 2012 |
| 40 | Qatar          | 2013 |
| 41 | Qatar          | 2014 |
| 42 | Spanien        | 2014 |
| 43 | Frankrike      | 2014 |
| 44 | Katalonien     | 2014 |
| 45 | Malaysia       | 2014 |
| 46 | Valencia       | 2014 |
| 47 | Frankrike      | 2015 |
| 48 | Katalonien     | 2015 |
| 49 | Japan          | 2015 |
| 50 | Argentina      | 2016 |
| 51 | Frankrike      | 2016 |
| 52 | Tjeckien       | 2016 |
| 53 | San Marino     | 2016 |
| 54 | Australien     | 2016 |
| 55 | Malaysia       | 2016 |
| 56 | Argentina      | 2017 |
| 57 | Amerika        | 2017 |
| 58 | Australien     | 2017 |
| 59 | Tyskland       | 2018 |
| 60 | Argentina      | 2019 |
| 61 | Amerika        | 2019 |

| Nr | Grand Prix     | År   |
| -- | -------------- | ---- |
| 1  | Spanien        | 2000 |
| 2  | Frankrike      | 2000 |
| 3  | Katalonien     | 2000 |
| 4  | Portugal       | 2000 |
| 5  | Australien     | 2000 |
| 6  | Frankrike      | 2001 |
| 7  | Holland        | 2003 |
| 8  | Storbritannien | 2003 |
| 9  | USA            | 2005 |
| 10 | Valencia       | 2005 |
| 11 | Australien     | 2006 |
| 12 | Australien     | 2007 |
| 13 | Portugal       | 2008 |
| 14 | Valencia       | 2008 |
| 15 | Italien        | 2009 |
| 16 | Malaysia       | 2009 |
| 17 | Spanien        | 2010 |
| 18 | USA            | 2010 |
| 19 | San Marino     | 2010 |
| 20 | Japan          | 2010 |
| 21 | Australien     | 2010 |
| 22 | Valencia       | 2010 |
| 23 | Frankrike      | 2011 |
| 24 | Tyskland       | 2013 |
| 25 | USA            | 2013 |
| 26 | Aragonien      | 2013 |
| 27 | Australien     | 2013 |
| 28 | Italien        | 2014 |
| 29 | Indianapolis   | 2014 |
| 30 | Tjeckien       | 2014 |
| 31 | Storbritannien | 2014 |
| 32 | Japan          | 2014 |
| 33 | Amerika        | 2015 |
| 34 | Spanien        | 2015 |
| 35 | Italien        | 2015 |
| 36 | Tyskland       | 2015 |
| 37 | Indianapolis   | 2015 |
| 38 | Tjeckien       | 2015 |
| 39 | Aragonien      | 2015 |
| 40 | Malaysia       | 2015 |
| 41 | Storbritannien | 2016 |
| 42 | Aragonien      | 2016 |
| 43 | Qatar          | 2017 |
| 44 | Storbritannien | 2017 |
| 45 | Qatar          | 2018 |
| 46 | Frankrike      | 2018 |
| 47 | Italien        | 2018 |
| 48 | Katalonien     | 2018 |
| 49 | Andalusien     | 2020 |

| Nr | Grand Prix     | År   |
| -- | -------------- | ---- |
| 21 | San Marino     | 2004 |
| 22 | Spanien        | 2004 |
| 23 | TT Assen       | 2004 |
| 24 | Storbritannien | 2004 |
| 25 | Malaysia       | 2004 |
| 26 | Spanien        | 2005 |
| 27 | Frankrike      | 2005 |
| 28 | Italien        | 2005 |
| 29 | TT Assen       | 2005 |
| 30 | Storbritannien | 2005 |
| 31 | Katalonien     | 2006 |
| 32 | Tjeckien       | 2006 |
| 33 | Malaysia       | 2006 |
| 34 | Portugal       | 2006 |
| 35 | Valencia       | 2006 |
| 36 | Qatar          | 2007 |
| 37 | Turkiet        | 2007 |
| 38 | Kina           | 2007 |
| 39 | Katalonien     | 2007 |
| 40 | Italien        | 2008 |
| 41 | Indianapolis   | 2008 |
| 42 | Japan          | 2009 |
| 43 | Assen          | 2009 |
| 44 | Tyskland       | 2009 |
| 45 | Storbritannien | 2009 |
| 46 | Tjeckien       | 2009 |
| 47 | San Marino     | 2009 |
| 48 | Malaysia       | 2009 |
| 49 | Frankrike      | 2010 |
| 50 | Valencia       | 2014 |
| 51 | TT Assen       | 2015 |
| 52 | Spanien        | 2016 |
| 53 | Italien        | 2016 |
| 54 | Japan          | 2016 |
| 55 | Italien        | 2018 |

| Nr | Grand Prix     | År   |
| -- | -------------- | ---- |
| 37 | TT Assen       | 2004 |
| 38 | Portugal       | 2004 |
| 39 | Malaysia       | 2004 |
| 40 | Spanien        | 2005 |
| 41 | Frankrike      | 2005 |
| 42 | Katalonien     | 2005 |
| 43 | TT Assen       | 2005 |
| 44 | Storbritannien | 2005 |
| 45 | Tjeckien       | 2005 |
| 46 | Qatar          | 2006 |
| 47 | Frankrike      | 2006 |
| 48 | Australien     | 2006 |
| 49 | Japan          | 2006 |
| 50 | Spanien        | 2007 |
| 51 | Hollands TT    | 2007 |
| 52 | Australien     | 2007 |
| 53 | Kina           | 2008 |
| 54 | Frankrike      | 2008 |
| 55 | San Marino     | 2008 |
| 56 | Indianapolis   | 2008 |
| 57 | Malaysia       | 2008 |
| 58 | Spanien        | 2009 |
| 59 | Italien        | 2009 |
| 60 | TT Assen       | 2009 |
| 61 | San Marino     | 2009 |
| 62 | Australien     | 2009 |
| 63 | Malaysia       | 2009 |
| 64 | Japan          | 2010 |
| 65 | Malaysia       | 2010 |
| 66 | Spanien        | 2011 |
| 67 | Frankrike      | 2012 |
| 68 | TT Assen       | 2013 |
| 69 | Qatar          | 2015 |
| 70 | Argentina      | 2015 |
| 71 | Frankrike      | 2015 |
| 72 | Storbritannien | 2015 |
| 73 | Spanien        | 2016 |
| 74 | Frankrike      | 2016 |

## Statistik 250 GP
| Nr | Grand Prix       | År   |
| -- | ---------------- | ---- |
| 1  | Holland          | 1998 |
| 2  | Imola Grand Prix | 1998 |
| 3  | Katalonien       | 1998 |
| 4  | Australien       | 1998 |
| 5  | Argentina        | 1998 |
| 6  | Spanien          | 1999 |
| 7  | Italien          | 1999 |
| 8  | Katalonien       | 1999 |
| 9  | Storbritannien   | 1999 |
| 10 | Tyskland         | 1999 |
| 11 | Tjeckien         | 1999 |
| 12 | Australien       | 1999 |
| 13 | Sydafrika        | 1999 |
| 14 | Brasilien        | 1999 |

| Nr | Grand Prix    | År   |
| -- | ------------- | ---- |
| 1  | Spanien       | 1998 |
| 2  | Italien       | 1998 |
| 3  | Frankrike     | 1998 |
| 4  | Nederländerna | 1999 |
| 5  | Imola         | 1999 |

| Nr | Grand Prix | År   |
| -- | ---------- | ---- |
| 1  | Tyskland   | 1998 |
| 2  | Argentina  | 1999 |

## Statistik 125GP
| Nr | Grand Prix       | År   |
| -- | ---------------- | ---- |
| 1  | Tjeckien         | 1996 |
| 2  | Malaysia         | 1997 |
| 3  | Spanien          | 1997 |
| 4  | Italien          | 1997 |
| 5  | Frankrike        | 1997 |
| 6  | Holland          | 1997 |
| 7  | Imola Grand Prix | 1997 |
| 8  | Tyskland         | 1997 |
| 9  | Brasilien        | 1997 |
| 10 | Storbritannien   | 1997 |
| 11 | Katalonien       | 1997 |
| 12 | Indonesien       | 1997 |

| Nr | Grand Prix | År   |
| -- | ---------- | ---- |
| 1  | Österrike  | 1997 |

| Nr | Grand Prix | År   |
| -- | ---------- | ---- |
| 1  | Tjeckien   | 1997 |